# Rhizogonium setosum
Rhizogonium setosum là một loài rêu trong họ Rhizogoniaceae. Loài này được (Mitt.) Mitt. mô tả khoa học đầu tiên năm 1873.